# Flo et les Robinson suisses
 (décembre 2015).
Si vous disposez d'ouvrages ou d'articles de référence ou si vous connaissez des sites web de qualité traitant du thème abordé ici, merci de compléter l'article en donnant les références utiles à sa vérifiabilité et en les liant à la section « Notes et références ».
Flo et les Robinson suisses (家族ロビンソン漂流記 ふしぎな島のフローネ, Kazoku Robinson Hyōryūki Fushigi na Shima no Furōne, Les Chroniques de la famille Robinson : Flo de l'Île mystérieuse) est une série d'animation helvético-japonaise en 50 épisodes de 20 minutes, créée en 1981 par Oshirô Kuroda d'après le livre Le Robinson suisse (1812) de Johann David Wyss. Produite par Nippon Animation, la série a été diffusée en France à partir du 19 décembre 1987 sur la Cinq dans l'émission Youpi ! L'école est finie, puis de 1994 à 1995 sur TF1 dans le Club Dorothée. Elle est rediffusée dans les années 2000 et en 2024 sur Mangas.
Depuis le 28 avril 2021, l'intégralité de la série est disponible sur la chaine YouTube TeamKids.

## Synopsis
En 1860, la famille Robinson s'apprête à quitter la Suisse pour commencer une nouvelle vie en Australie. Le couple travaille dans le domaine médical, puisque la mère de famille est infirmière et son compagnon est médecin. Le continent manquant cruellement de main-d’œuvre dans ce domaine, Ernst Robinson est appelé pour y exercer ses fonctions... C'est donc ainsi qu'ensemble, sa femme Anna, leurs enfants Franz, Flo et Jack et lui-même embarquent sur un navire. Il se nomme le "Black Burn Rock" et doit les conduire sur le continent Australien. Au cours du voyage, fort long, ils rencontrent toutes sortes de personnes avec lesquelles ils sympathisent. Mais une tempête vient secouer l'Océan Indien et entraînera le naufrage du bateau. C'est par chance que les Robinson survivent et parviennent à quitter la carcasse du navire à bord d'un radeau créé de leurs mains pour accoster sur une île à proximité. L'île est déclarée déserte.
Mais cette famille suisse ne perdra pas espoir et arrivera à surmonter de dures épreuves telles que le climat tropical très difficile, la dangereuse faune qui occupe la forêt, la maladie mais aussi le fait d'être coupés du monde, tout en tenant scrupuleusement à jour un calendrier, si bien qu'à l'épisode 15 durant lequel la famille construit sa maison dans un arbre, il est question de faire des cadeaux pour l'anniversaire d'un membre de la famille, la date du jour donné étant le mercredi 23 janvier 1861, ce qui permet de déduire que leur partance pour l'Australie s'est déroulée en 1860.
Jusqu'au jour où ils font la rencontre de deux autres naufragés, le marin Mr Morton et le petit Tom-Tom qui leur seront d'une grande aide. Ce sera en travaillant ensemble qu'ils pourront quitter cette île et espérer un jour retrouver la civilisation.
La série Flo et les Robinson Suisses fait partie de la saga World Masterpiece Theater qui continua à adapter des romans pour la jeunesse jusqu'en 2009.

## Épisodes
1. La Lettre (一通の手紙, Ittsū no tegami?)
2. Le Départ (旅立ち, Tabidachi?)
3. Flo change d'avis (フローネの心変り, Furōne no kokoro kawari?)
4. En route vers l'Australie (オーストラリアめざして, Osutoraria mezashite?)
5. Capitaine Flo (フローネ船長, Furōne-senchō?)
6. Une terrible tempête (こわい嵐, Kowai arashi?)
7. Papa est génial (なんでもできるおとうさん, Nandemo dekiru otōsan?)
8. Départ vers l'inconnu (島をめざして, Shima o mezashi te?)
9. Un nouveau compagnon (あたらしい家族, Atarashī kazoku?)
10. Un crabe charitable (かなしみの再会, Kanashimi no saikai?)
11. Un arbre monstrueux (おばけの木, Obake no ki?)
12. L'Attaque des loups (おかあさんの活躍, Okāsan no katsuyaku?)
13. Un grave ennui (フランツの目, Furantsu no me?)
14. Flo commet une imprudence (貝殻の歌がきこえる, Kaigara no uta ga kikoeru?)
15. Des cadeaux inattendus (木の上の家, Ki no ue no ie?)
16. Une existence bien réglée (我家の日課, Wagaya no nikka?)
17. L'Épouvantail (おかあさんの畑, Okāsan no hatake?)
18. Sauvetage (メルクルを助けて！, Merukuru o tasuke te!?)
19. Flo part à la chasse (フローネ、狩に行く, Furōne, kari ni iku?)
20. Un bateau en vue (船が見える, Fune ga mieru?)
21. Les Belles Tortues (亀の赤ちゃん, Kame no akachan?)
22. Jack collectionne (ジャックはコレクター, Jakku wa korekutā?)
23. Un jour de congé (無人島の休日, Mujintō no kyūjitsu?)
24. La Perle noire (フローネの家出, Furōne no iede?)
25. Bougies de fortune (無人島の夜はまっくらやみ, Mujintō no yoru wa makkura yami?)
26. Quelle ingéniosité ! (おにいちゃんは弓の名手？, Onīchan wa yumi no meishu??)
27. Un anniversaire agité (無人島の音楽会, Mujintō no ongaku kai?)
28. Le Remède miracle (ジャックの病気, Jakku no byōki?)
29. Flo fait une fugue (フローネ行方不明となる, Furōne yukue fumei to naru?)
30. La Punition de Flo (きついお仕置き, Kitsui oshioki?)
31. Cadeaux surprises (わたしはのけもの？, Watashi wa nokemono??)
32. Une carrière éphémère (船ができた！, Fune ga deki ta!?)
33. La pluie fait des heureux (雨、雨、ふれふれ, Ame, ame, furefure?)
34. Le Refuge (洞窟をさがせ！, Dōkutsu o sagase!?)
35. Le Secret de la caverne (洞窟の秘密, Dōkutsu no himitsu?)
36. Le Fantôme (幽霊が出る, Yūrei ga deru!?)
37. De nouveaux arrivants (あらたな漂流者, Arata na hyōryū sha?)
38. Tom-Tom veut rester seul (男の子と女の子, Otoko no ko to onna no ko?)
39. Il ne faut jurer de rien (ひねくれ者モートン, Hinekure sha Mōton?)
40. Tom-Tom (少年タムタム, Shōnen Tamutamu?)
41. Monsieur Morton a quitté l'île (行ってしまったモートンさん, Itte shimatta Mōton-san?)
42. Un terrible tremblement de terre (恐ろしい地震, Osoroshī jishin?)
43. Le Retour de M. Morton (戻ってきたモートンさん, Modotte ki ta Mōton-san?)
44. Un nouveau bateau (もう一度船を！, Mōichido fune o!?)
45. Ne nous quitte pas, petit âne (死なないでロバさん, Shina naide roba-san?)
46. N'abandonnez pas les chèvres (ヤギをすてないで, Yagi o sute nai de?)
47. L'Arche de M. Morton (続ヤギをすてないで, Zoku yagi o sute nai de?)
48. Adieu à l'île déserte (さようなら無人島, Sayōnara mujintō?)
49. Terre en vue (陸が見える！, Riku ga mieru!?)
50. L'Australie (また会う日まで, Mata au hi made?)

## Personnages

### Les Robinson
Flo Robinson (voix française : Guylaine Gibert) : Fillette de dix ans et le personnage principal de l'histoire. Garçon manqué, rêveuse et espiègle, Flo aime l'aventure et fait preuve de déjà beaucoup de courage pour son âge. Elle ne tient jamais en place et est toujours en train de grimper aux arbres, de courir, de rivaliser avec Franz au tir à l'arc ou de fuir les devoirs. Comme tous les enfants, Flo tient les études en horreur ainsi que la couture. De tempérament assez marqué, elle peut aussi se montrer très imprudente. Elle se perd plusieurs fois dans la série. Elle joue souvent en compagnie de Jack.
Ernst Robinson (voix française : Bernard Woringer) : Médecin suisse, mari et père de famille aimant. Droit, courtois et entreprenant, il est aussi très débrouillard et c'est lui qui gère tous les gros travaux. Avec l'aide de sa femme ou de son fils aîné Franz, il construit la maison des Robinson en haut d'un grand arbre. Il est également très cultivé, il a lu beaucoup de livres et utilisera ses connaissances pour trouver un moyen de construire un radeau, de faire du feu ou de se procurer de la cire, du sel et du sucre. C'est aussi lui qui entreprend la construction du bateau qui pourra éventuellement les conduire en Australie. Il arrive toujours à garder son sang froid même dans les situations les plus corsées et parvient toujours à trouver une solution. C'est ce qui lui vaut le respect et l'admiration de ses enfants, en particulier Flo qui répète sans cesse que son papa est "génial".
Anna Robinson (voix française : Claude Chantal) : La mère de Flo et épouse de Ernst Robinson. Elle a passé son enfance à la ferme, ce qui ne l'empêche pas d'être très peureuse. Très émotive, elle réussit cependant à dominer ses peurs de façon remarquable lorsque la vie d'un des membres de sa famille est en jeu. C'est une mère affectueuse, sage et sans cesse préoccupée pour ses enfants, mais elle garde néanmoins une certaine autorité qu'il ne vaut mieux pas éveiller. Lorsqu'elle et sa famille échoueront sur l'île déserte, elle culpabilisera beaucoup d'avoir entraîné ses enfants dans ce voyage. Elle s'entête à essayer de faire de Flo une jeune fille en l'initiant à la couture et aux travaux ménagers ce qui n'est pas sans peine. Elle mettra également son passé de fermière et d'enfant de la campagne à profit en réussissant à installer un champ dans lequel pousseront du blé, du melon, des haricots et de la canne à sucre.
Franz Robinson (voix française : Fabrice Josso) : Le plus vieux des fils Robinson et l'aînée de la fratrie. Du haut de ses quinze ans, Franz est un jeune garçon robuste quand la situation l'exige, mais n'en reste pas moins sensible. Passionné de musique, Franz souhaite d'abord faire ses études à Vienne afin de devenir plus tard compositeur et chef d'orchestre. C'est d'ailleurs pour cette raison qu'il sera de la famille le plus farouchement opposé à ce départ pour l'Australie ou il ne pourra jamais espérer une vocation de musicien... Il était d'ailleurs convenu au début qu'il reste à Berne. Mais ne supportant pas l'idée de ne plus jamais revoir sa famille, il change d'avis et les rejoint à temps pour embarquer sur le bateau. Au cours de la traversée, Franz fera la connaissance d'Emilie, une jeune fille de son âge dont il tombera amoureux et dont il ne parviendra pas à chasser l'image de tout son temps passé sur l'île déserte. Serviable avec son père, bienveillant avec sa mère, patient avec Jack et taquin avec Flo, sa vie en tant que survivant naufragé va l'endurcir.
Jack Robinson (voix française : Jackie Berger) : Le benjamin de la fratrie et petit garçon de 6 ans. Jack est de nature pleurnichard. Mais le changement de vie de ses parents et les dures conditions auxquelles ils seront confrontés va adoucir son côté capricieux. Comme il est encore très jeune, il ne peut qu'employer son temps à étudier son alphabet, à ramasser les coquillages sur la plage ou à jouer avec Mercredi, le petit Cuscus avec qui il s'est lié d'amitié. Jack doit être sans cesse surveillé, ce qui n'enchante guère Flo qui est souvent pour cette besogne l'heureuse élue.

### Autres personnages de la série
Mr Morton : Vieux marin qui a également fait naufrage avec le petit Tom-Tom environ un an après celui des Robinson. Au premier abord pas très aimable, même grossier, il finira par montrer le cœur d'or qu'il cache aux Robinson; à commencer par Flo à qui il sauve la mise lors d'une tentative d'escalade sur un cocotier. Il n'en reste cependant pas moins qu'il possède quelques vices: le vieil homme ne peut se passer d'alcool et sans arrêt fume le tabac. Mais il reste une main secourable pour la famille Robinson et c'est en partie grâce à son aide et à ses connaissances qu'ils parviendront à quitter l'île. Dans le dernier épisode, on apprend son prénom : Willy.
Tom-Tom : Un petit aborigène à peine plus âgé que Flo qui a appris à vivre seul et qui est incroyablement dégourdi. Il était autrefois mousse sur un bateau, le même que celui de Mr Morton. Hormis ce dernier, Tom-Tom voue une haine profonde pour tous les hommes blancs qui viennent peupler l'Australie pour y déloger les indigènes et y installer leur Ranchs. C'est la raison pour laquelle il va d'abord se montrer méfiant envers Flo et sa famille avant de découvrir que ce sont d'honnêtes personnes. Ses parents ont été assassinés par des colons qui voulaient en faire leurs esclaves.
Emilie : Une jeune fille qui naviguait sur le même bateau que Flo et sa famille et qui fera d'abord la connaissance de Franz. Les deux jeunes gens discutent, sympathisent et finissent par tomber amoureux. Franz découvrira qu'Emilie part elle aussi pour l'Australie en compagnie de son père, sa mère et sa grand-mère. Mais l'entente se gâte entre les parents qui envisagent la séparation à l'arrivée du prochain port. Le divorce sera de justesse empêché grâce à l'ingéniosité de Flo et de son grand frère. Par la suite la tempête contraint les deux adolescents à se séparer, Emilie étant grimpée dans le dernier canot de sauvetage et Franz étant tombé par-dessus bord à la suite de la violente secousse du navire par les vagues. Il sera sauvé par le capitaine qui l'attachera à un mat flottant. Franz n'arrêtera pas de songer tristement à Emilie, la croyant disparue avec tous les autres passagers. Mais il est loin de se douter que le canot où elle se trouvait a été récupéré par un autre navire...
Le Capitaine : Commandant du Black Burn Rock, bonhomme sympathique et vaillant capitaine. Il sacrifiera sa vie pour celle de Franz durant la tempête en l'attachant au mat qui flottait sur l'eau à l'aide de cordages.
Eric Baits : Naufragé anglo-saxon ayant débarqué sur l'île environ 4 ans avant les Robinson. Ceux-ci ne découvriront que son squelette dans la grotte où ils se sont abrités durant la saison des pluies. Il n'aura eu pour seuls compagnons qu'une chèvre et un bouc issus du même bateau que lui. En lisant son journal, les Robinson apprendront avec beaucoup de tristesse qu'il finira par s'éteindre seul, malade et à bout de forces.

### Les animaux
- Mercredi : Petit Cuscus dont la mère a involontairement été tuée d'un coup de fusil donné par Franz et qui fut par la suite recueilli par la famille. Il est avec John le compagnon de jeu de Jack et de Flo. Son nom lui fut donné par Flo le même jour et en référence à Vendredi, personnage de Daniel Defoe.
- John : John était à bord du bateau le chien du capitaine. D'apparence impressionnante, il est pourtant très doux avec les enfants et fidèles envers ses maitres qui seront par la suite les Robinson. Il sait aussi se rendre utile quand il s'agit de flairer une piste, ou pour retrouver la trace de quelqu'un s'il s'égare. Franz le considère comme son meilleur ami.
- Les chèvres : Une maman chèvre et son petit qui furent trouvés par les Robinson sur l'île durant son exploration. Les Robinson apprivoiseront les chèvres qui leur fourniront quotidiennement du lait. Ils finiront par découvrir que la maman chèvre était l'ancien animal de compagnie d'Eric Baits. Elle donnera naissance à son petit chevreau après la mort de Mr Baits.
- L'âne : L'âne qui se trouvait dans une cale du bateau en compagnie d'autres animaux dont certains ont aussi pu être sauvé par la famille Robinson (poules). Il meurt de vieillesse et d'épuisement juste avant le départ de l'île.
- La chauve-souris : Compagne de "chambre" de Flo quand la famille Robinson s'installe dans une caverne pour fuir les intempéries. Elle disparaît dans l'écroulement de la grotte à la suite du tremblement de terre.
- L'autruche : Capturée par Tom-Tom. Elle s'échappe lors du tremblement de terre.
- Les loups : Agressifs et dotés de rayures sombres sur leur pelage marron, ils sont la principale menace animale de l'île. Ils se déplacent en meute et semblent avoir une préférence pour la chasse nocturne car ils s'enfuient à l'aube. Comme tous les animaux sauvages ils craignent le feu. Tenaces, ils mettront plusieurs fois les membres de la famille Robinson en grand danger. C'est notamment pour leur échapper que les Robinson décideront de construire une maison en haut d'un grand arbre. Il s'agit en réalité des Thylacine dont la réputation au XIXe siècle était d'être des loups très féroces. Alors que l'on croyait cette espèce disparue quelques spécimen auraient été incidemment redécouverts.
- La châtaigne de mer (Heterocentrotus mamillatus) Franz l'appelle ''châtaigne de mer'' comme c'était l'usage au {{s-|XIX}}, ce bel animal marin est aussi appelé oursin crayon. Lors d'une plongée en apnée Franz en découvre un très beau spécimen de ''forme brune'' avec les radioles duquel il fabriquera un joli collier pour l'offrir en cadeau d'anniversaire à sa sœur Flo.

## L'île déserte
L'île où débarquent les membres de la famille Robinson après leur naufrage se situe dans l'hémisphère Sud un peu au-dessous de l’Équateur. Mr Morton estime que l'île se situe au nord de l'Australie, distante du continent d'au moins 120 miles (environ 220 km), elle serait complètement isolée et se trouverait à environ 155° de longitude Est et à 10° de latitude Sud. N'abritant aucune vie humaine à l'exception des naufragés du récit, c'est une île volcanique entourée d'une ceinture de corail, au sol très fertile, montagneuse, creusée de galeries, possédant une rivière d'eau douce et poissonneuse alimentée par une source souterraine. Son climat tropical est chaud et humide. De par sa proximité avec l'Équateur, les journées y sont toute l'année aussi longues que les nuits. La saison des pluies et des tempêtes semble se situer entre Novembre et Janvier (Eric Baits, les Robinson, Tom-Tom et Mr Morton y ont tous fait naufrage durant la période de Noël). L'île est également peuplée d'une grande variété d'arbres et de végétation que les Robinson découvriront au fur et à mesure de leurs expéditions. Il y a, entre autres : des Cocotiers, des Papayers, des Palétuviers, des Hévéas, des Arbres à pain, des Quinquinas dont on extrait la quinine de leur écorce, des arbres dont les fruits sont similaire à de la cire, une plantation de Canne à sucre, des Bambous, de grandes prairies. Avec ingéniosité, les Robinson parviendront à tirer profit de cette végétation variée et à s'en servir pour manger, s'abriter, se soigner et améliorer leur confort. L'île étant volcanique, elle est également sujette aux tremblements de terre. Les dangers liés à la faune, à l'activité sismique et aux maladies tropicales telle que la Malaria pousseront les Robinson à mettre tout en œuvre pour quitter l'île plus rapidement possible. Bien que ça ne soit pas explicitement énoncé par les Robinson, des éléments permettent d'estimer qu'ils y resteront environ 18 mois avant de pouvoir enfin embarquer pour l'Australie.
En décrivant la trajectoire de l'embarcation de Mr Morton qui a gardé le cap durant plus de trois semaines en direction du Sud-Ouest pour une arrivée, selon les explications de Flo dans le dernier épisode, un peu au nord de Sydney (entre Newcastle et Port Macquarie) on découvre Utupua qui est une île circulaire montagneuse, d'origine volcanique, couverte de forêts, qui mesure 10 km de diamètre environ entourée d'une barrière de récifs, ressemblant d'autant plus à l'île représentée dans l'aventure de Flo et les Robinsons suisses que le nom est proche d'Utopia qui évoque l'ile imaginaire, déserte et paradisiaque, de toute robinsonnade.

## En français
Le générique est chanté par Claude Lombard, paroles de Alessandra Valeri-Manera / Charles Level, musique de Carmelo Carucci.